# Cattura e utilizzo del carbonio
La cattura e utilizzo dell’anidride carbonica (CCU), indicata con l’acronimo inglese Carbon Capture and Utilization, è un processo che comprende il sequestro della CO2 e il suo utilizzo per un uso futuro. La CCU fa parte di tutte quelle applicazioni fondamentali per limitare l’effetto serra e l’emissione dei gas responsabili del riscaldamento globale. Questa differisce dalla cattura e sequestro del carbonio per il fatto che la CO2 catturata non viene stoccata, ma viene usata per ottenere: carburanti, polimeri, calcestruzzi o altre sostanze chimiche.
Esistono vari modi per convertire la CO2, alcuni sono già usati a livello industriale, mentre molti sono ancora in varie fasi di sviluppo. Le possibili conversioni della CO2 in prodotti commerciali sfruttano processi catalitici, elettrochimici, di mineralizzazione, biologici (utilizzando microbi ed enzimi) e fotocatalitici.

## Conversione fotocatalitica
La riduzione fotocatalitica della CO2 fu studiata per la prima volta da Fujishima nel 1979 ed è analoga alla fotosintesi artificiale nella quale l’energia solare viene utilizzata per convertire la CO2. In generale il processo di riduzione fotocatalitica della CO2 si articola in tre fasi principali:
- assorbimento della luce
- separazione delle cariche
- reazioni superficiali

La riduzione fotocatalitica della CO2 avviene sulla superficie dei semiconduttori fotocatalitici e richiede come input l’energia solare per rompere il legame C=O che risulta più stabile dei legami C-C e C-H che si formano come risultato dell’idrogenazione. Nel dettaglio, la conversione fotocatalitica della CO2 comprende tre fasi sequenziali:
1. I fotoni incidenti, con energia pari o superiore al bandgap del materiale catalitico, vengono assorbiti dal fotocatalizzatore. In questa fase, gli elettroni eccitati migrano dalla banda di valenza alla banda di conduzione lasciando al loro posto delle lacune.
2. Le coppie elettrone-lacuna generate vengono separate e gli elettroni viaggiano fino al sito attivo per facilitare l’assorbimento della CO2 e generare un potenziale di riduzione.
3. Gli elettroni che hanno raggiunto la superficie del catalizzatore avviano delle reazioni redox che riducono la CO2 a CO, CH4, HCOOH, CH3OH, ecc. Contemporaneamente le lacune ossidano l'acqua ad ossigeno.[2]

Un fotocatalizzatore adatto per la riduzione della CO2 deve avere le seguenti proprietà:
- Possedere elettroni che possano essere fotoeccitati e trasferiti facilmente alla CO2;
- Avere una banda di conduzione a energia più bassa rispetto al potenziale di riduzione della CO2 e dei corrispondenti prodotti ridotti;
- Buona assorbanza nel range della radiazione visibile;
- Capacità di adsorbire i reagenti: CO2 e H2O.

La sfida chiave è migliorare l’efficienza energetica poiché, anche con i metodi più noti, le conversioni sono caratterizzate da efficienze estremamente basse e scarsa selettività dei prodotti. Inoltre, la complessità, l'efficienza e il costo dei reattori fotocatalitici rimangono un problema limitante per questa tecnologia; pertanto, vi è una significativa necessità di scoprire migliori catalizzatori per la conversione della CO2.

### Catalizzatori tradizionali
I catalizzatori solidi tradizionalmente utilizzati nei processi industriali sono costituiti da una fase attiva dispersa su un supporto poroso stabile, spesso con un'elevata area superficiale specifica (anche centinaia di metri quadrati per grammo). Le tecniche di preparazione convenzionali per la dispersione delle fasi catalitiche sui supporti non forniscono un grande controllo sulla struttura alla scala atomica e nanometrica.

### Catalizzatori nanostrutturati
I recenti progressi nelle nanotecnologie e nei metodi di sintesi di questi materiali hanno reso possibile la sintesi di nanomateriali con dimensioni, forme e morfologie ben definite, offrendo l'opportunità di personalizzare i catalizzatori per ottenere conversioni specifiche ed efficaci.
Un’ampia gamma di semiconduttori come ossidi metallici (TiO2, Nb2O5, ZnO, ZrO2, Fe2O3, Cu2O, perovskiti, etc.), solfuri metallici (CdS, ZnS, etc.), materiali polimerici di carbonio (g-C3N4, grafene), SiC e complessi di metalli di transizione sono stati studiati per la riduzione fotocatalitica della CO2. L’uso di questi sistemi alla scala nanometrica permette di avere un alto rapporto superficie-volume, breve distanza per il trasferimento di carica, band gap e posizione delle bande controllabili per regolare assorbimento e specificità delle reazioni.

#### Nanomateriali zero-dimensionali
Le nanoparticelle (NP) sono divise in varie categorie a seconda della loro morfologia, delle loro dimensioni e delle loro proprietà chimico-fisiche. I sistemi più utilizzati prevedono l’uso di strutture core-shell o di quantum dot.
- QDs di ossidi metallici come MgO, ZrO2, ZnO, WO3, TiO2 e Cu2O sono stati studiati come catalizzatori e co-catalizzatori per la riduzione fotocatalitica della CO2. Rispetto alla loro controparte massiva presentano vantaggi come l'economicità, l'ecocompatibilità, l'elevata area superficiale, la buona capacità di dispersione e capacità di assorbimento della luce.[4]

- QDs di calcogenuri di metalli di transizione (TMC) che possono essere prodotti in grandi quantità utilizzando tecniche di sintesi come la deposizione chimica da fase vapore (CVD). I QDs di TMC come CdS, CdSe, PbS, ZnS, CdSeTe si sono dimostrati efficaci come fotocatalizzatori. Sebbene mostrino buone prestazione, diventano lentamente inattivi dopo l’esposizione continua alla luce visibile a causa della graduale ossidazione dei siti attivi. La stechiometria di superficie influenza anche la cinetica degli eccitoni e con la graduale ossidazione aumenta anche il tasso di ricombinazione superficiale.[4]
- QDs perovskitici di alogenuri metallici sono noti per le loro eccellenti proprietà ottiche ed elettroniche, tra cui il forte assorbimento della luce, l'elevata mobilità dei portatori di carica, l’elevata lunghezza di diffusione e prolungati tempi di vita dei portatori di carica. Le perovskiti inorganiche, a differenza di quelle organiche, mostrano un’elevata stabilità strutturale e termica ma la loro struttura ionica non permette l’utilizzo di solventi polari perché ne degradano facilmente la struttura.[4]

- Carbon QDs sono strutture sferiche nanometriche composte da carbonio. Queste strutture risultano anche interessanti per il ruolo da co-catalizzatori che possono svolgere in diverse reazioni fotocatalitiche. I CQDs presentano bassa tossicità, buona stabilità chimica e ottima solubilità in acqua rispetto ai fotocatalizzatori a semiconduttore ampiamente utilizzati. I CQD possiedono anche la proprietà di up-conversion che permette di utilizzare la luce del vicino infrarosso. Queste caratteristiche insieme all’elevato adsorbimento di CO2 rendono queste strutture candidati ideali per la riduzione fotocatalitica della CO2 e la loro funzionalizzazione superficiale può adattarne le proprietà ed il bandgap allo scopo prefissato.[4]

- Strutture core-shell.[5][6] Nei catalizzatori il sito attivo può trovarsi nel nucleo, nel guscio (o in entrambi), o all’interfaccia. L’utilizzo di sistemi core-shell permette di regolare le proprietà ottiche, elettroniche e di adsorbimento grazie alla loro natura bifunzionale e quindi possono contribuire a migliorare l’efficienza della conversione fotocatalitica sotto vari aspetti:
  1. Riduzione della ricombinazione delle cariche fotogenerate: la ricombinazione è una delle limitazioni principali che contribuiscono alla bassa resa quantica della reazione. La creazione di strutture core-shell permette di formare eterogiunzioni per migliorare la separazione di carica interfacciale e, rispetto alle normali eterostrutture, permette di avere una maggiore area interfacciale. Un altro modo per aumentare l’efficienza del processo fotocatalitico è di usare nanoparticelle metalliche come co-catalizzatori in modo da aumentare l’efficienza della separazione delle cariche in virtù della formazione di una barriera Schottky che consente il trasferimento unilaterale di elettroni fotogenerati dal semiconduttore al metallo ed inoltre la NP metallica funge da pozzo di elettroni riducendo la perdita dovuta alla ricombinazione delle cariche.
  2. Aumento dell’assorbimento della radiazione visibile: i semiconduttori tipicamente usati nella riduzione fotocatalitica della CO2, come TiO2 e ZnO, hanno un ampio bandgap (>3eV) e quindi limitata attività sotto luce visibile ma l’ingegnerizzazione del bandgap o l’integrazione dei semiconduttori con materiali plasmonici per sfruttare l’effetto della risonanza plasmonica di superficie localizzata (LSPR), attraverso la creazione di strutture core-shell, permettono di aumentare l’assorbimento di luce visibile. Attraverso la creazione di strutture core-shell con spazi vuoti all’interno del guscio è anche possibile estendere il percorso di diffusione della luce all’interno del fotocatalizzatore aumentandone ulteriormente l’assorbimento.
  3. Aumento dell’adsorbimento superficiale di CO2 e selettività di reazione: la CO2 ha una bassa propensione al chemisorbimento e alla reazione superficiale con le cariche fotogenerate, a causa della sua stabilità e della sua natura inerte e non polare. Nella fotoriduzione della CO2 in presenza di acqua, questa viene adsorbita sul fotocatalizzatore più efficacemente della CO2, rendendo la reazione di evoluzione dell'idrogeno dall'acqua (HER) una reazione secondaria significativa. La creazione di gusci porosi con porosità controllata può favorire la selettività della reazione e la capacità di adsorbimento del core catalitico.

#### Nanomateriali mono-dimensionali
Uno dei principali svantaggi dei fotocatalizzatori basati sulle nanoparticelle è che queste comunque presentano un elevato tasso di ricombinazione delle coppie elettrone-lacune. Le strutture basate su nanotubi hanno vantaggi: minor ricombinazione delle cariche fotogenerate, facilità di produzione anche su scala industriale e la possibilità di essere riciclate.
Le possibilità più promettenti sono quelle di usare i nanotubi di titania (TNT) oppure i nanotubi di carbonio (CNT).
- Nanotubi TiO2 (TNT) riescono a raggiungere delle buone efficienze, anche superiori a quelle delle stesse nanoparticelle di TiO2, ma permane il problema del ridotto assorbimento di radiazione dovuto all’elevato band gap, (3,2 eV). Questo significa che di tutto lo spettro solare viene assorbita solo la radiazione UV, circa il 9% dello spettro solare. Questo è il motivo principale per cui è stato pensato di progettare dei materiali compositi di nanotubi di TiO2 e nanoparticelle. Lo scopo di queste ultime è di aumentare l’assorbimento della radiazione, grazie al loro minor band gap. In questo caso le cariche verranno fotogenerate dalla particella, per poi passare nei TNT, dove la ricombinazione delle cariche è meno probabile. Dopo di che la CO2 che viene assorbita dalla superficie del nanotubo verrà convertita in combustibili come CH4, C2H6, ecc. Le nanoparticelle studiate per questa applicazione sono: CuO2 e quantum dots.[7] Altre alternative possibili, ma al momento meno promettenti, sono quelle di accoppiare ai TNT delle nanoparticelle con caratteristiche differenti. Alcune di queste sono:
  - Nanoparticelle di MgO, migliorano l’assorbimento di CO2
  - Nanoparticelle di metalli nobili che permettono una minor ricombinazione

- Nanotubi carbonio (CNT) presentano, oltre alla elevata area superficiale, una elevata porosità adatta all’assorbimento della anidride carbonica. Come accade per i TNT, anche per i CNT si preferisce produrre dei materiali compositi per ottenere una miglior efficienza di conversione. I CNT presentano eccellente attività catalitica quando drogati con TiO2. I CNT riescono a produrre elettroni e lacune che poi passano al TiO2 evitando la ricombinazione. Rispetto al solo TiO2 si osserva un elevato assorbimento non solo nel UV, ma anche nel visibile. In questo caso il nanotubo ha lo scopo di assorbire la radiazione solare e creare le cariche mediante fotogenerazione. Gli elettroni passano alla banda di conduzione del TiO2 dato che si trova a energia minore. A questo punto, se nell’intorno della particella è presente una molecola di CO2 questa verrà trasformata, tramite diverse reazioni successive, in carburante. Questo fotocatalizzatore è stato testato in un reattore su scala di laboratorio. Si è osservato che la capacità di conversione del CNT-TiO2 è notevolmente superiore a quella delle particelle di TiO2, ed inoltre si osserva che dopo 150 min è stata convertita tutta la CO2 inserita nel reattore (51.000 ppm).[8]

#### Nanomateriali bi-dimensionali
Il grande vantaggio dei nanomateriali bidimensionali, rispetto alle altre tipologie di nanomateriali, è di avere una struttura a fogli altamente compatibile con diverse strategie atte a migliorare l’efficienza quantica del sistema fotocatalitico. Le metodologie che si utilizzano per aumentare l’efficienza quantica dei nanomateriali bidimensionali sono:
- Ingegnerizzazione dei difetti. Si basa sulla formazione di vacanze superficiali e sul drogaggio sostituzionale o interstiziale. L’introduzione di vacanze, principalmente di ossigeno, ha l’effetto di aumentare l’adsorbimento superficiale delle molecole di CO2; mentre il drogaggio permette di modificare la struttura delle bande elettroniche e la loro posizione in modo da ottimizzare le cinetiche di trasporto delle cariche elettriche e il bandgap del sistema.

- Modifica superficiale. Consiste nella funzionalizzazione superficiale e nell’utilizzo di complessi metallici. La funzionalizzazione superficiale, tramite gruppi funzionali, permette di migliorare l’adsorbimento chimico superficiale e l’attivazione delle molecole di CO2. L’altra tecnica di modifica superficiale consiste nella formazione sulla superficie di complessi metallici mononucleari per sfruttare la loro superiore selettività ed efficienza quantica rispetto al semiconduttore base del sistema di fotocatalisi.

- Costruzione di ibridi. La realizzazione di strutture ibride tramite, ad esempio, l’utilizzo di co-catalizzatori o per formazione di eterogiunzioni mira principalmente a migliorare la separazione di carica. I tipici materiali utilizzati come co-catalizzatori appartengono alla famiglia dei metalli nobili per via della loro elevata capacità nell’estrarre elettroni.

Esistono pochi casi reali di impiego di nanomateriali bidimensionali come fotocatalizzatori per la conversione di CO2, infatti è un progetto ancora in fase di sviluppo in quanto, nonostante esistano tecniche per ottimizzare la conversione, l’efficienza quantica non risulta ancora essere soddisfacente per impieghi reali. Alcuni esempi di nanomateriali bidimensionali di interesse per la fotocatalisi sono: grafene, doppi idrossidi stratificati (LDH), ossidi di metalli bidimensionali (TiO2, ZnO, SnO2, WO3, Fe2O3) e calcogenuri bidimensionali (MoS2, WS2, SnS2, TiS2, MoSe2, WSe2)

## Conversione catalitica
Sono stati sviluppati diversi processi per la conversione a metanolo e altri combustibili, e alcuni di questi risultano in fase dimostrativa su scala pilota o in fase pre-commerciale. Ad esempio, l’impianto di produzione da 4000 t/a di CH3OH dell'Icelandic Carbon Recycling International risulta operativo dal 2012, e converte 5500 t/a di CO2. Altri promettenti processi sono in fase di sviluppo e prossimi alla dimostrazione su scala pilota o più grande.

## Conversione termochimica
È una tecnologia che permette la conversione in prodotti quali CO e CH4 tramite riduzione chimica ad alta temperatura. Tuttavia, il processo di termocatalisi risulta poco efficiente, costoso e molto energivoro. Per questi motivi la conversione termochimica è stata abbandonata, preferendo altre vie come quella elettrochimica o fotocatalitica.

## Conversione elettrochimica
Nell’elettrocatalisi si induce una reazione non spontanea che trasforma energia elettrica in energia chimica. La CO2 assorbita dal catodo viene ridotta producendo prodotti come CH4, C2H4, CH3OH, ecc. che poi vengono deadsorbiti.
Sono in via di studio catalizzatori elettrochimici basati su nanomateriali poiché offrono un maggior effetto catalitico grazie ad un numero più elevato di siti attivi a parità di volume.
Sono stati esplorati molti percorsi per convertire la CO2 a syngas, metano, metanolo o dimetiletere anche sfruttando l’accoppiamento con le energie rinnovabili. Il processo di produzione di Blue Crude della Sunfire GmbH e il processo ETOGAS per la produzione di metano hanno raggiunto uno stadio di sviluppo semi-commerciale e potrebbero presto essere commercializzati su larga scala.
La tecnologia Sunfire si basa sulla co-elettrolisi ad alta temperatura di vapore acqueo (H2O) e CO2 utilizzando una cella elettrolitica ad ossidi solidi (SOEC) per produrre gas di sintesi che vengono poi convertiti in carburanti sintetici come benzina, diesel, cherosene e metano.

## Conversione fotoelettrochimica
È una tecnologia che mira a combinare i vantaggi dei processi fotocatalitici ed elettrocatalitici per ridurre molecole di CO2 in prodotti chimici e carburanti; nonostante l’elevata potenzialità, è ancora ai primi stadi della ricerca e di sviluppo.

## Fissazione biologica
È basata sull’utilizzo di microrganismi fotosintetici, denominati microalghe, in grado di convertire CO2 in biomassa sfruttando energia solare e acqua. La tecnologia non trova applicazioni a livello industriale a causa della bassa efficienza nel fissaggio della CO2.

## Bioconversione
Sono in fase di studio diversi interessanti processi di bioconversione da CO/CO2 come il processo di fermentazione su scala industriale della LanzaTech. Il primo impianto è stato commissionato nel maggio 2018 per la produzione di etanolo e molti altri impianti sono in fase di sviluppo. È in corso la sperimentazione su piccola scala di enzimi e batteri ingegnerizzati.

## Mineralizzazione della CO2
Le tecnologie per la produzione di materiali edili e non solo attraverso il processo di mineralizzazione della CO2 risultano in fase avanzata. Diverse aziende attualmente utilizzano l’anidride carbonica per la produzione di calcestruzzo e altri materiali carbonati. Il calcestruzzo indurito con la CO2 risulta simile, ma migliore, al calcestruzzo prodotto tradizionalmente ed è un importante metodo per lo stoccaggio della CO2 a lungo termine.

## Co-polimerizzazione della CO2
Sono stati fatti significativi sviluppi nella co-polimerizzazione della CO2 con epossidi per formare policarbonati e/o polioli ciclici. Alcuni processi sono già su scala commerciale e altri sono in via di sviluppo. I polimeri possono contenere più del 50 wt% di CO2 e risultare in un prodotto finale con ottime performance, forza e resistenza agli agenti atmosferici e costi potenzialmente inferiori.